# Rei Takemura
Rei Takemura (jap. 竹村令 Takemura Rei; ur. 29 kwietnia 1919) – japońska pływaczka, uczestniczka igrzysk olimpijskich.

## Życiorys

### Igrzyska Olimpijskie
Na igrzyskach olimpijskich Takemura wystąpiła tylko raz – podczas XI Letnich Igrzysk Olimpijskich w 1936 roku w Berlinie. Wzięła udział w dwóch konkurencjach pływackich. Na dystansie 100 metrów stylem dowolnym wystartowała w pierwszym wyścigu eliminacyjnym. Z czasem 1:14,6 zajęła siódme miejsce w wyścigu i odpadła z dalszej rywalizacji. Takemura płynęła także na ostatniej, czwartej zmianie żeńskiej sztafety 4 × 100 metrów stylem dowolnym. Ekipa Japonek wystartowała w drugim wyścigu eliminacyjnym. Z czasem 4:58,1 zajęły w nim niepremiowane awansem czwarte miejsce. W całkowitym zestawieniu był to ósmy czas eliminacji.